# Esmeraldeño
L'esmeraldeño o atacame és una llengua indígena americana de la costa de l'Equador que es va parlar en la part occidental de la província d'Esmeraldas fins a la segona meitat del segle xix.

## Aspectes històrics, socials i culturals
L'esmeraldeño és juntament amb el cha'palaachi (família barbacoana) l'única llengua de la costa equatoriana sobre la qual existeix una certa documentació. La resta de llengües de la regió, incloent la llengua de l'illa Puná, van desaparèixer fa molt temps sense que es conservin documentació d'importància.
En el segle xix el esmeraldeño es parlava en la part occidental de la província de Maragdes en el curs sota del riu Maragdes (anomenat Chinto en esmeraldeño). És possible que el esmeraldeño es parlés en una àrea més extensa del Pacífic equatorià.
W. B. Stevenson, el secretari britànic del president de la Reial Audiència de Quito va visitar la regió d'Esmeraldas a principis del segle xix. Stevenson informa que la llengua estava en ús al port costaner d'Esmeraldas, una ciutat amb una població predominantment negroide. D'acord amb la tradició local, un vaixell negrer carregat d'esclaus africans va predre terra en aquesta àrea després d'un naufragi. Els esclaus haurien matat als homes natius i s'haurien establert tenint descendència amb les dones indígenes. Per aquesta raó la llengua indígena de les dones s'hauria preservat. Stevenson també informa que els habitants de la ciutat d'Atacames situada a 30 km parlaven en aquesta època espanyol. Els zambos (o descendents d'indígenes i africans) d'Esmeraldas se les van arreglar per a mantenir una independència de facto durant el període colonial.

## Classificació
No existeix una relació convincent del esmeraldeño amb cap altra llengua. Encara que existeix un cert nombre de paraules comunes amb llengües barbacoanes com el cha'palaachi i el tsáfiki, clarament es tracta de préstecs lèxics.:457-458
Seler (1902) va proposar una relació amb el yaruro, suggeriment reprès per Loukotka (1968), encara que Jijón i Caamaño va revisar l'evidència i només va trobar dues bones coincidències lèxiques: uwi 'aigua' i taha 'peu' (yaruro ta). Naturalment és molt poca evidència i és molt possible que siguin només coincidències casuals.

## Descripció lingüística
Les úniques dades sobre el esmeraldeño van ser recollits per J. M. Pallares en 1877, i van ser publicats per Wolf (1892) i subsegüentment reproduïts i discutits en Seler (1902:49-64) i Jijón y Caamaño (1941: 424-539). Adolfo Constenla Umaña (1991: 85-7) ha assenyalat algunes particularitats tipològiques interessants a partir d'aquestes dades: l'objecte i el subjecte tendeixen a anar després del verb, el genitiu segueix al nucli nominal, els adjectius apareixen tant abans com després del nom que modifiquen. El mateix autor fa notar que aquestes característiques són inusuals a la regió i suggereix que els esmeraldeños o atacames podrien haver tingut contactes amb altres pobles de Mesoamèrica. També alguns arqueòlegs han proposat una influència similar respecte a la cultura precolombina de la Tolita.

### Fonologia
D'acord amb les dades disponibles el sistema de l'esmeraldeño podria estar format per cinc vocals (a, i, i, o, o), encara que Jijón y Caamaño notant nombroses vaciolaciones vocàliques suggereix que fonològicament podria haver-se tractat d'un sistema de tres vocals /a, i, o/ més que un sistema pentavocálico. El mateix autor suggereix que la llengua podria haver tingut vocals nasals i suggereix que la grafia àà o áá, que es limita a la terminació del participi de passat (e. g., en yatáále 'acabat'), podria ser un altre so vocàlic diferent de /a/. L'accent s'indica sovint en les fonts, i sembla que la posició de l'accent podia haver estat fonològicament distintiva.
L'inventari consonàntic del esmeraldeño s'ha reconstruït com:
|            | Bilabial | Dental | Palatal | Velar | Glotal |
| ---------- | -------- | ------ | ------- | ----- | ------ |
| Oclusiva   | p b      | t d    |         | k ɡ   |        |
| Africada   |          |        | tʃ      |       |        |
| Fricativa  | f        | s      | ʃ       |       | h      |
| Nasal      | m        | n      |         |       |        |
| Vibrant    |          | ɾ, r   |         |       |        |
| Aproximant | w        | l      | j, ʎ    |       |        |

El valor fonètic d'alguns dels signes anteriors és incert, i no és clar fins a quin punt tots representin fonemes diferents. A més Pallarés usa grafies alternatives per al que tal vegada eren els mateixos sons, per exemple, v alterna moltes vegades amb b la qual cosa suggereix que l'autor original va usar lliurement totes dues grafies per al mateix fonema. El mateix autor empra simultàniament j i h, en distribució complementària usant la primera enmig de la paraula i la segona en posició inicial.

### Gramàtica
El esmeraldeño usa tant prefixos com sufixos. Tant les marques de persones com el cas gramatical s'indiquen mitjançant sufixos. Els sufixos -s(a) i -va es refereixen a la primera i segona persona respectivament. En els noms indiquen el posseïdor, i amb els verbs a vegades el subjecte i a vegades l'objecte. En algunes formes verbals poden aparèixer marques de subjecte i objecte al mateix temps. Quan -sa indicant possessió nominal s'afegeix a un nom, sovint desapareix la vocal precedent (excepte en paraules monosil·làbiques), el mateix pot ocórrer amb arrels verbals. El sufix -sa pot ser tònic, però només a vegades i no és clara la regla. Un sufix que es refereix a un posseïdor de tercera persona és -e o -é. A continuació es reprodueixen alguns sufixos de posseïdors nominals:
(1a) mil-sá / mil-e
cor/estómac-1aP.sg / cor/estómac-1aP.sg
'el meu cor' o 'el meu estómac' / 'el seu cor' o 'el seu estómac'
(1b) mula / mul-va
ull/cara / ull/cara-2aP.sg
'ull' o 'cara' / 'el teu ull' o 'la teva cara'
Els mateixos sufixos com s'ha dit poden aparèixer en formes verbals:
(2a) ena-sá
menjar-1aP.sg
'(jo) com'
(2b) pisko-vá-s
vendre-2aP.sg-1aP.sg
'ven-me(el)'

## Vocabulari
Loukotka (1968) llista els següents ítems bàsics de vocabulari.
| glossa   | Esmeralda |
| -------- | --------- |
| mà       | di        |
| peu      | taha      |
| home     | ilóm      |
| aigua    | uivi      |
| estrella | muʔxabla  |
| terra    | dula      |
| gos      | kine      |
| jaguar   | mutokine  |
| serp     | piama     |
| casa     | kiama     |
| vaixell  | diala     |

## Referència
1. ↑  Stevenson, 1825.
2. ↑  Jolkesky, Marcelo Pinho de Valhery. Estudo arqueo-ecolinguístico das terras tropicais sul-americanas. 2.  Brasília: University of Brasília, 2016.
3. ↑  Willey 1971, p. 295; Adolfo Constenla Umaña, 1991, p. 87.
4. ↑  Adelaar, 2004, p. 156
5. ↑  Loukotka, Čestmír. Classification of South American Indian languages.  Los Angeles: UCLA Latin American Center, 1968.